# Phymasterna maculifrons
Phymasterna maculifrons là một loài bọ cánh cứng trong họ Cerambycidae.